# Pàporotni (Khadíjensk)
|  | Per a altres significats, vegeu «Pàporotni». |

Pàporotni - Папоротный (rus) - és un khútor deshabitat del krai de Krasnodar, a Rússia. Es troba als vessants septentrionals del Caucas occidental, a 21 km a l'oest d'Apxeronsk i a 84 km al sud-est de Krasnodar, la capital.
Pertany al municipi de Khadíjensk.